# Брусляна
 Брусляна  (Бруснянка) — река в Губахинском муниципальном округе Пермского края, приток Усьвы. Впадает в Усьву слева в 103 км от её устья. Длина реки 14 км. Истоки в лесах севернее посёлка станции Баская (город Гремячинск). Течёт на север по горному рельефу, в среднем течении принимает справа приток — Малую Брусляну. Устье примерно в 3 км на юго-запад от посёлка Шумихинский.

## Данные водного реестра
По данным государственного водного реестра России, река относится к Камскому бассейновому округу, бассейн реки Кама, подбассейн — Кама до Куйбышевского водохранилища (без бассейнов рек Белой и Вятки), водохозяйственный участок реки — Чусовая от в/п пгт. Кын до устья. Код объекта в государственном водном реестре — 10010100712111100011481.